# Aina Berg
Aina Berg (gift Brolin och Heinze), född 7 januari 1902 i Göteborg, död 27 oktober 1992 i Göteborg, var en svensk simmare. Hon tävlade i flera internationella mästerskap och blev olympisk bronsmedaljör vid Sommar-OS i Antwerpen 1920 och i Paris 1924.

## Biografi
Aina Berg föddes i Göteborg, senare gick hon med i idrottsklubben "SK Najaden". Hon tävlade främst i frisim.
1920 deltog hon vid Sommar-OS  i Antwerpen då hon tog bronsmedalj i lagkapp 4 x 100 meter frisim (med Carin Nilsson, Emy Machnow, Berg som tredje simmare och Jane Gylling). Hon tävlade även på distansen 100 m och 300 m frisim men blev utslagen i uttagningsheaten.
1922 deltog hon i simtävlingarna vid Damspelen i Monte Carlo (med Margit Bratt, Carin Nilsson, Eva Ollivier och Hjördis Töpel) där hon vann guldmedalj i stafett 4 x 200 meter (med Bratt, Töpel, Nilsson och Berg som 4.e simmare) och guldmedalj i 100 frisim.
1923 deltog hon i Sveriges idrottsspel i Göteborg, under simtävlingarna i juli tog hon silvermedalj i 100 meter frisim (efter Hjördis Töpel med danska Karen Maud Rasmusen på bronsplats och Carin Nilsson på 4.e plats).
1924 deltog hon vid Sommar-OS  i Paris då hon åter tog bronsmedalj i lagkapp 4 x 100 meter frisim (med Berg som förste simmare, Gurli Ewerlund, Wivan Pettersson och Hjördis Töpel).
Aina Berg var även svensk mästare på 50 meter, åren 1921 till 1926 tog hon 4 SM-guld på distansen  och innehade svenskt rekord på 100 m frisim från 1921 till 1932.
Senare drog hon sig tillbaka från tävlingslivet. Berg dog 1992.